# Японское участие в Сибирской интервенции

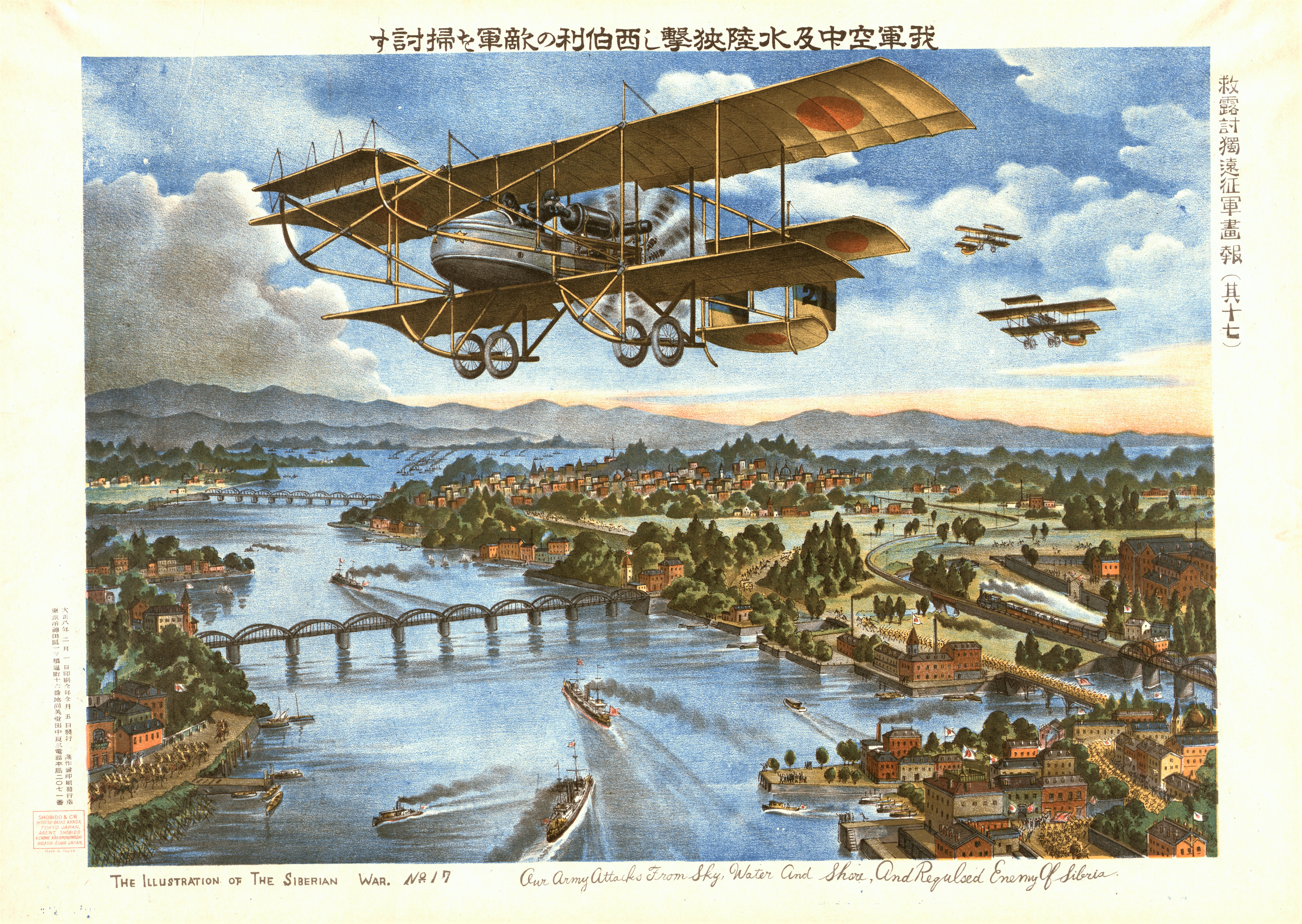
«Наши войска будут атаковать с земли, воздуха и воды, и выбьют врага из Сибири» — японская пропагандистская филателия, призывающая к оккупации Дальнего Востока России, 1919 год.

Сибирская экспедиция (яп. シベリア出兵 Сибэриа сюппэй) японских войск (1918—1922) — участие армии Японской империи в интервенции стран союзников в Сибири и на Дальнем Востоке во время гражданской войны в России.

## Предыстория
Сразу после Октябрьской революции, в ходе которой к власти пришли большевики, был объявлен «Декрет о мире».
С первыми известиями об Октябрьской революции японское правительство стало разрабатывать планы захвата русских дальневосточных территорий.
3 декабря 1917 года собралась специальная конференция с участием США, Великобритании, Франции и союзных им стран, на которой было принято решение о разграничении зон интересов на территориях бывшей Российской империи и установлении контактов с национально-демократическими правительствами. Не имея достаточно войск, Великобритания и Франция обратились с просьбой о помощи к США. Тем временем 12 января 1918 года японский крейсер «Ивами» вошёл в бухту Владивостока для «защиты интересов и жизни проживающих на российской земле японских подданных», при этом утверждалось, что японское правительство не намерено «вмешиваться в вопрос о политическом устройстве России». Несколько дней спустя во Владивосток прибыли военные корабли США и Китая.
18 февраля 1918 года Верховный совет Антанты принял решение об оккупации японскими войсками Владивостока и Харбина, а также зоны КВЖД. Однако США, опасавшиеся чрезмерного усиления Японии в северо-западной части Тихого океана, потребовали от неё обязательства не предпринимать широких операций без ведома и согласия Антанты, а также вывести свои войска после достижения целей интервенции. 16 марта японское правительство дало такие заверения.
3 марта 1918 года в результате заключённого между ленинским правительством и Германией Брестского мирного договора советская Россия вышла из Первой мировой войны.

## Интервенция

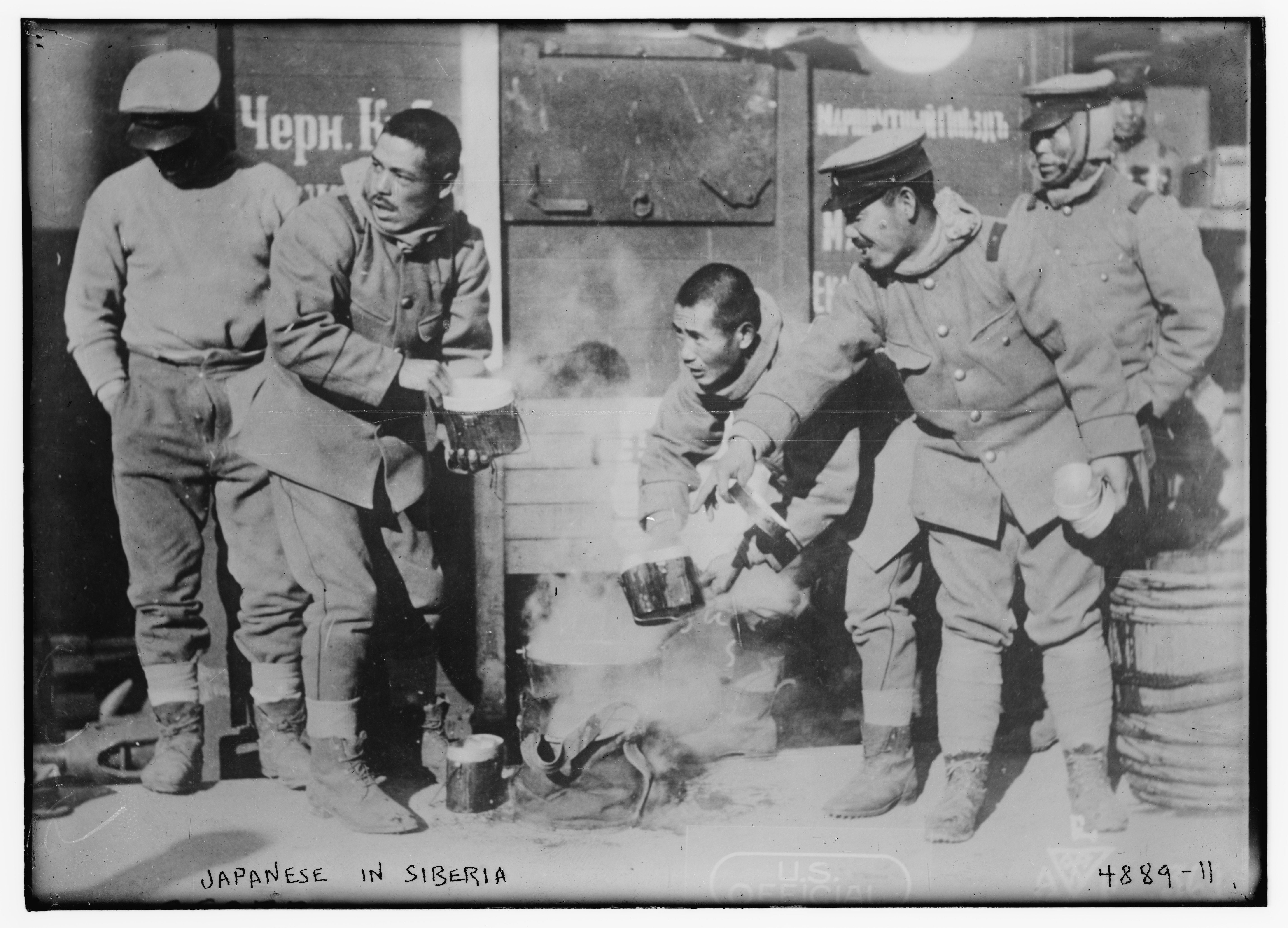
Японские солдаты в Сибири

4 апреля 1918 года во Владивостоке пятеро вооружённых бандитов вошли в японскую лавку и, угрожая, потребовали денег. После того, как японцы отказались, бандиты стали стрелять, убив одного и тяжело ранив других. На следующий день с японских крейсеров по приказу командующего эскадрой контр-адмирала Като Такаёси были высажены на берег две японские роты, которые стали патрулировать улицы города. Японское посольство в Вологде поставило советские власти в известность об этом десанте, сообщив, что он предпринят исключительно для защиты жизни и имущества японцев и носит локальный характер. Но НКИД РСФСР заявил, что расценивает произошедшее как «шаг решительный и чреватый последствиями, направленный по существу к оккупации территории Российской Советской Республики».
29 июня 1918 года с помощью восставших чехословаков во Владивостоке была свергнута советская власть. 2 июля 1918 года Верховный военный совет Антанты принял решение расширить масштабы интервенции в Сибири. Президент США Вудро Вильсон попросил Японскую империю о выделении 7 тысяч человек в состав 25-тысячного международного контингента, предназначенного для помощи в эвакуации с российской территории чехословацкого корпуса. После бурных дебатов в парламенте администрация премьер-министра Тэраути Масатакэ 2 августа 1918 года согласилась на предоставлении одной дивизии, но при условии, что японский контингент не будет частью международных сил, а получит собственное командование. К октябрю 1918 года численность японских войск в России достигла 72 тысяч человек (в то время как американский экспедиционный корпус насчитывал 10 тысяч человек, а войска других стран — 28 тысяч человек), они оккупировали Приморье, Приамурье и Забайкалье.

Уссурийск, памятник герою-комсомольцу Ивану Дуракову (Славину), зверски замученному белогвардейцами и японскими интервентами.

Чтобы отторгнуть от России дальневосточные территории, японцы вынашивали план создания на них буферного государства под протекторатом Японии. В 1919 году японский представитель вёл переговоры с атаманом Семёновым, предлагая ему возглавить такое государство. Кроме того, японцы оказали большую помощь атаману Семёнову при формировании Особого Маньчжурского Отряда (ОМО), действовавшего против большевиков в Забайкалье. По неполным данным от них было получено более 4-х млн. рублей. По сообщениям газеты «Забайкальская новь» от 30 июля 1919 года белым поставили 30 орудий, 50 тыс. снарядов, 20 тыс. винтовок, 40 млн патронов, 100 пулемётов с двумя млн. патронов. В наступлении на Читу в августе 1918 года ОМО Семёнова поддержала Сводная бригада Японской императорской армии под командованием генерал-лейтенанта Фудзии. 6 сентября 1918 года объединённый авангард ОМО и японских войск вступил в Читу. Третья дивизия императорской армии после захвата Читы выделила из своего состава отряд генерал-майора Юхары для оккупации Амурской железной дороги, которая к 12 сентября была полностью очищена от красных. К 20 сентября 1918 года отряд Фудзии был отозван из Забайкалья.
Охрану железной дороги взяли на себя подразделения Третьей дивизии императорской армии. Позднее её сменила Пятая дивизия генерала Судзуки.
Большинство населения отказалось подчиняться диктату интервентов. Многие из партизанских отрядов, объединившихся впоследствии в армии (только в Амурской области её численность в январе-марте 1919 г. колебалась от двух до восьми тысяч человек), сначала возникли как группы самообороны жителей населенных пунктов от набегов воинских формирований казачества и японцев, широко применявших практику самоснабжения и реквизиций. Все стихийные попытки оказания сопротивления насилию безжалостно пресекались карателями.
Несмотря на то, что в городских зонах контроль был у белых, сельские территории, территориально находившиеся вблизи контролируемых красными, не подчинялись требованиям о разоружении.
Японцев наносимые им партизанами потери нервировали, и в отместку ими была принята политика сжигания деревень, заподозренных в симпатиях к красным, без различения на партизан и непартизан.
В деревнях Мазаново и Сохатино Амурской области, в ответ на репрессии японцев был поднят мятеж, 11 января 1919 года, японский карательный отряд по приказу своего командира капитана Маэды, расстрелял более 300 жителей этих деревень, включая женщин и детей, а сами деревни были сожжены дотла. В «Истории экспедиции в Сибири в 1917—1922 годах», издание Генерального штаба японской Императорской армии, было нейтрально сказано: «… в наказание дома жителей этих деревень, поддержавших связь с большевиками, были сожжены».
В феврале генерал-майор Сиро Ямада (яп. 山田四郎), командир 12-й пехотной бригады интервенционных сил, издал указ с такими инструкциями:

Перво-наперво, вражеские экстремистские ячейки, противостоящие японским и русским [белогвардейским] силам, разбросаны по всем территориям, иногда русские смеют нападать на нас, а иногда наоборот ведут себя как мирные люди, делая невозможным внешне определить, кто есть кто, поэтому впредь, если что случится с русско-японскими силами, а жители деревни смогут оказаться сопричастными к экстремистской деятельности, всякая такая деревня должна уничтожаться и сжигаться.
Оригинальный текст (яп.)第一、日本軍及ビ露人ニ敵対スル過激派軍ハ付近各所ニ散在セルガ日本軍ニテハ彼等ガ時ニハ我ガ兵ヲ傷ケ時ニハ良民ヲ装イ変幻常ナキヲ以テ其実質ヲ判別スルニ由ナキニ依リ今後村落中ノ人民ニシテ猥リニ日露軍兵ニ敵対スルモノアルトキハ日露軍ハ容赦ナク該村人民ノ過激派軍ニ加担スルモノト認メ其村落ヲ焼棄スベシ

Во исполнение этого приказа, в марте 1919 года были проведены карательные акции в Приамурских деревнях: Круглое, Разливка, Черновская, Красный яр, Павловка, Андреевка, Васильевка, Ивановка и Рождественская. В Японии были опубликованы в 2017 году письма японского военнослужащего Ваити Танабэ, который в период с 1918 по 1920 год находился в Сибири в составе специального подразделения военно-морских сил. В его письме указано, что в деревне Ивановка под Благовещенском враги (то есть партизаны) захватили телеграф. В марте 1919 года подразделение Танабэ атаковало Ивановку. Дома были сожжены; погибло около 300 жителей деревни. Танабэ так пишет о действиях своего командира: «Было принято решение сжечь всех, кто присоединился к экстремистам».
Интервенты официально пропагандировали методы расправы с Ивановкой, как образец для действий карательных экспедиций. Генерал-майор Сиро Ямада 23 марта 1918 года опубликовал объявление, в котором доводил до сведения населения об уничтожении Ивановки и заявлял, что такая же участь постигнет всякое село, «замеченное в укрывательстве и поддержке красных». При этом В. Г. Болдырев (бывший главнокомандующий Уфимской директории) в 1919 году отмечал, что японцами на «деревнях приамурских и забайкальских „большевиков“ испытывается новая артиллерия».
Активное участие японцы приняли и в подавлении Ингодинского восстания осенью 1919 года. Непосредственное ведение боевых действий против «красных» и партизан японцы стремились возложить на белогвардейцев, но и им приходилось втягиваться в тяжёлые бои. Так, при попытке карательной экспедиции в село Маргаритовка в Амурской области местные объединённые отряды партизан (до 900 человек) дали бой японскому усиленному батальону (до 500 человек) 5 октября 1919 года, отразили несколько атак и после упорного сражения японцы вынуждены были отказаться от экспедиции и отойти; этот бой известен как «Гошский бой». По собственному признанию, японцы потеряли в этом бою 42 убитых (в том числе 3 офицера) и 39 раненых.
В начале 1920 года японские части сражались против партизан за Сретенск. Как сообщило 29 июля 1920 года «Дальневосточное обозрение», в Забайкалье находилось 30 тыс. японских солдат и офицеров, из которых 27 тыс. расположились в Чите. Кроме Читы, наиболее крупный японский гарнизон находился в Нерчинске.

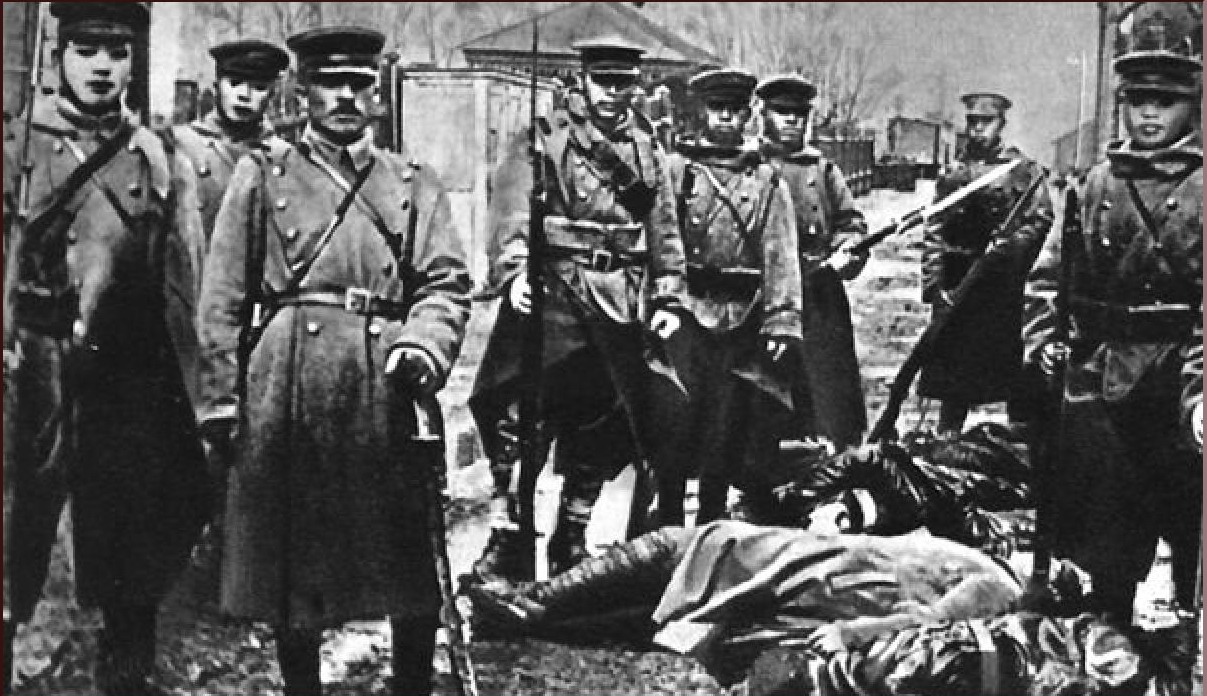
Японские войска в Приморье, 1918—1919 гг.

Тем временем на Дальнем Востоке японцы скупали у вернувшихся русских собственников земельные участки, заводы, приобретали различные концессии. Все лучшие рыболовные участки на тихоокеанском побережье были захвачены японскими рыбопромышленниками. За многие материалы и продукты японцы вообще отказывались платить. Так начальник 8 участка службы пути доносил, что «японцы за взятые ими материалы денег вносить не хотят, ссылаясь, что таковых у них нет: между тем материалы требуют настойчиво». Не церемонились японские военные и с местным населением: из Меморандума временного правительства — Приморской областной земской управы советнику японской дипломатической миссии в Сибири (март 1920 года): «1. …. 5. 18 января с. г. Василий Иванченко на разъезде Краевском арестован японским отрядом и расстрелян. 6. В июле 1919 г. японским отрядом отобрано имущество, принадлежавшее крестьянину д. Архангеловки, Успенской волости, Иманского уезда, Тарасу Коваленко, на 250 тыс. руб. 7. 8 февраля с. г. японским гарнизоном расстрелян в Черниговке, Никольск-Уссурийского уезда, ни в чём неповинный русский гр. Опанасенко. …. 9. 25 февраля с. г. японскими войсками убиты и расстреляны следующие лица: около разъезда Гедике ремонтный рабочий Фёдор Дворняк, на ст. Вяземской рабочий Иван Бескровный и путевой сторож 608 версты Гордей Цибунский с женою и двумя детьми….». Действия интервентов вызвали сопротивление местного населения: только в Приамурье весной 1919 года действовало 20 партизанских отрядов, насчитывавших (по японским оценкам) 25 тысяч бойцов.

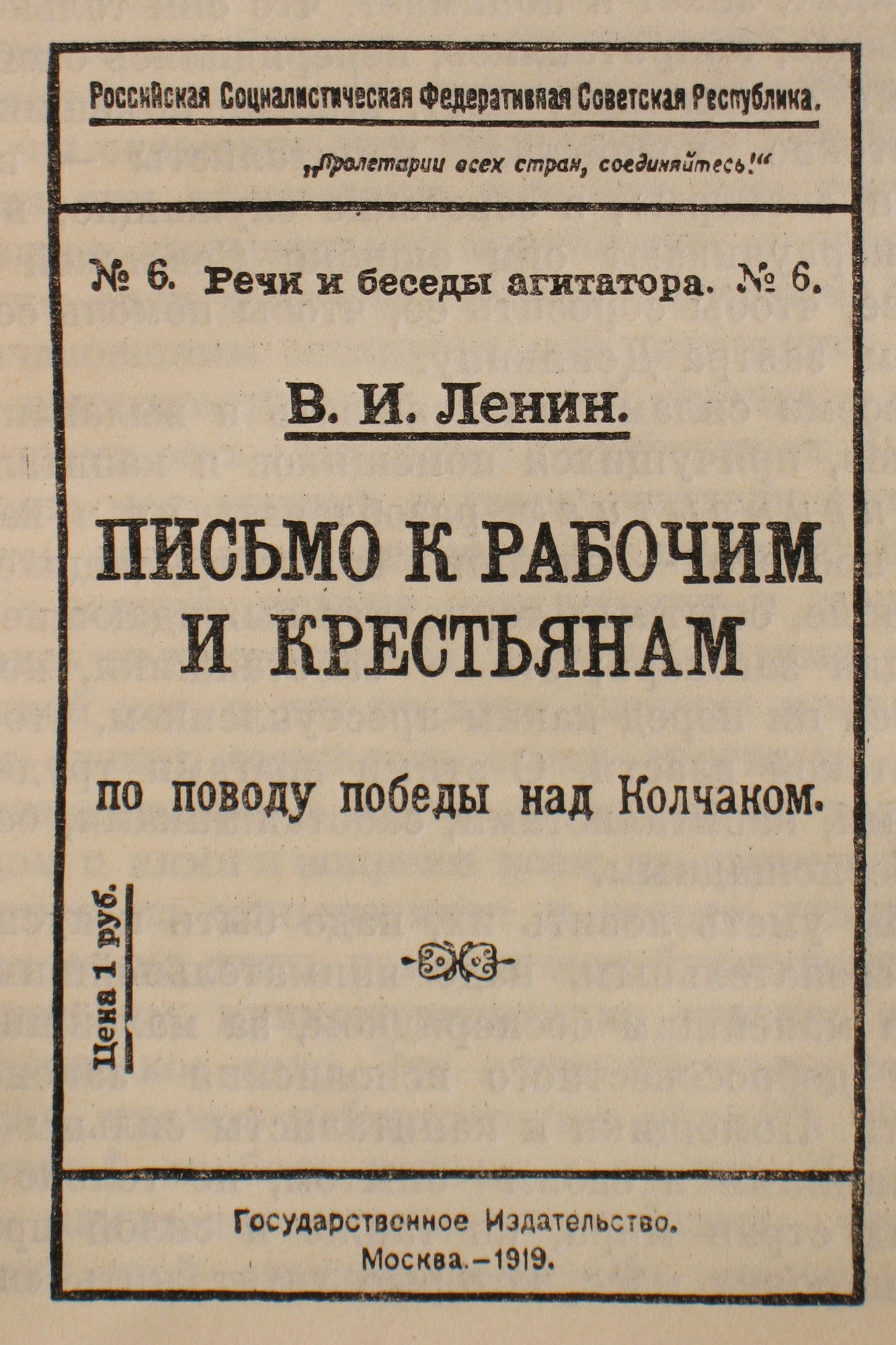
Ленин. Письмо по поводу победы над Колчаком. 1919 год.

Разгром Колчака в конце 1919 — начале 1920 года заставил США и другие державы начать вывод войск, который был завершён к апрелю (американские корабли оставались во Владивостоке до 1922 года), однако численность японских войск там продолжала увеличиваться. Николаевский инцидент, случившийся в марте 1920 года, был использован японским правительством в качестве обоснования необходимости продолжения присутствия японских войск на российском Дальнем Востоке. Затем Япония оккупировала Северный Сахалин и заявила, что её войска останутся там вплоть до образования «общепризнанного правительства в России», а также «благоприятного разрешения николаевского инцидента».

## Вывод войск

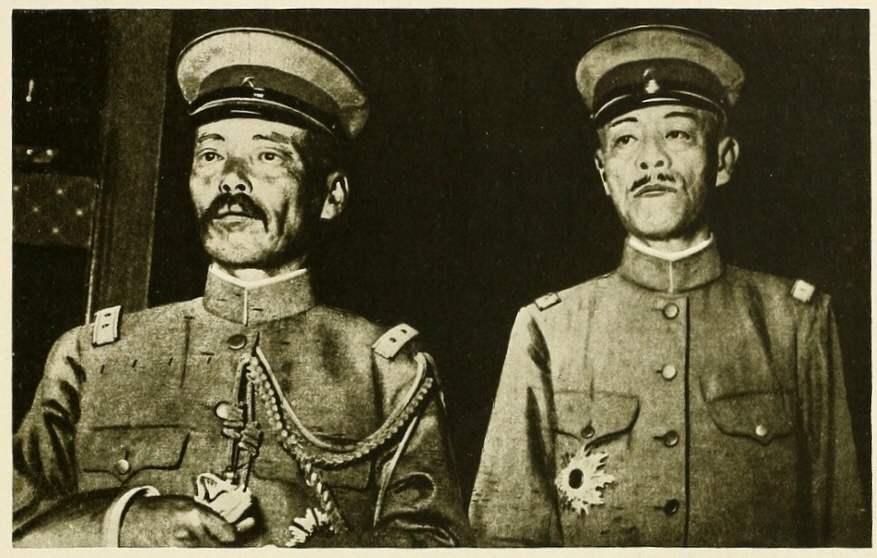
Генерал-лейтенант Мицуэ Юи и генерал Кикудзо Отани, командиры японских войск в Сибири

Чтобы предотвратить прямое военное столкновение с Японией, в 1920 году советское правительство предложило создать на востоке страны отдельное буферное государство. Япония согласилась с этой идеей, надеясь со временем превратить новое государство в свой протекторат. 6 апреля 1920 года была провозглашена Дальневосточная республика (ДВР), контролировавшая на тот момент лишь территорию Западного Забайкалья, затем её признали власти Приамурья; на территории Восточного Забайкалья существовала семёновская Российская Восточная окраина, в Приморье — Временное правительство Приморской областной земской управы.
14 мая 1920 года командующий японскими войсками на Дальнем Востоке генерал Юи Мицуэ объявил о согласии вести переговоры с ДВР. Японцы предложили создать западнее Читы нейтральную зону, которая бы отделила части НРА от японских и семёновских войск. 24 мая на станции Гонгота начались официальные переговоры ДВР и японского командования. Как предварительное условие было принято, что «НРА и экспедиционные силы японской империи не вели и не ведут войну, случаи столкновения, вызванные взаимным непониманием, должны рассматриваться как печальные недоразумения».
Делегация ДВР стремилась увязать заключение перемирия с тремя условиями:
1. Эвакуацией японцев с территории ДВР;
2. Отказом японцев от поддержки Г. М. Семёнова;
3. Достижением перемирия на всех фронтах, включая партизанские.

Японцы отказались от эвакуации войск, ссылаясь на угрозу Корее и Маньчжурии, потребовали признать Семёнова за равноправную сторону при переговорах об объединении дальневосточных областных властей, и стремились ограничиться лишь соглашением с НРА, чтобы разгромить восточно-забайкальских партизан. В начале июня переговоры прервались из-за отказа делегации ДВР признать «правительство Российской Восточной окраины» как равноправную сторону на будущих переговорах об объединении областных правительств.
Тем не менее общая ситуация складывалась невыгодным для белых войск образом, и 3 июля японское командование опубликовало декларацию об эвакуации своих войск из Забайкалья. 10 июля были возобновлены переговоры между японским командованием и ДВР, и 17 июля было заключено Гонготское соглашение. К 15 октябрю японские войска покинули территорию Забайкалья.
США с тревогой следили за действиями Японии. 9 февраля 1921 года американский консул во Владивостоке опубликовал декларацию правительства США, в которой осудил нарушение территориальной целостности России. 26 мая 1921 года во Владивостоке произошёл военный переворот, в результате которого к власти пришло правительство Меркулова, опирающееся на японские войска. 31 мая 1921 года США снова направили Японии ноту с предупреждением, что они не признают никаких притязаний и прав, являющихся следствием японской оккупации Сибири.
В этой обстановке в августе — ноябре 1921 года японцы вновь были вынуждены пойти на прямые переговоры с представителями ДВР в Дайрене. Однако переговоры провалились из-за жёстких японских условий, фактически ставящих ДВР под японский контроль (разоружение флота и военных укреплений, свободное передвижение любых японских чиновников по всей территории ДВР, свободное плавание японских судов по Амуру и Уссури, передача Северного Сахалина японцам в аренду на 80 лет, отказ от «коммунистического режима» и т.д.). После провала переговоров японцы возобновили боевые действия. Общее стремление японской политики можно характеризовать как попытка установить свой контроль над российским Дальним Востоком де-факто через марионеточные местные правительства, не допуская распространения на них власти РСФСР.
Интервенция стоила Японии больших расходов (около 600 миллионов иен), а когда гражданская война фактически завершилась победой большевиков — надежды на колониальную эксплуатацию российского Дальнего Востока растаяли, что сделало дальнейшую дорогостоящую экспедицию бессмысленной. Оппозиционная партия Кэнсэйкай, представлявшая торгово-промышленные круги, неоднократно выступала за вывод японских войск из Сибири. Кроме того, противниками продолжения интервенции были представители японского флота, выступавшие за перераспределение средств в пользу военно-морских сил (что было невозможно при сохранении огромного экспедиционного корпуса в России); они пользовались поддержкой со стороны японских судостроительных компаний, имевших значительное влияние на правительство и прессу.
На состоявшейся в конце 1921 — начале 1922 годов Вашингтонской конференции Япония оказалась фактически в международной изоляции из-за своей дальневосточной политики. В условиях внешнего и внутреннего давления администрация Като Томосабуро была вынуждена вывести японские войска из Приморья. 25 октября 1922 года японские войска покинули Владивосток. Японская интервенция нанесла огромный ущерб хозяйству русского Дальнего Востока; кроме того, так и остался нерешённым вопрос о судьбе части золотого запаса России, переданного белогвардейцами Японии «на хранение».
После длительных переговоров 20 января 1925 года в Пекине была подписана советско-японская конвенция об установлении дипломатических отношений. К 15 мая 1925 года Япония обязалась вывести свои войска с Северного Сахалина.
В японской историографии избегают называть вторжение и продолжавшиеся четыре года бесчинства японской армии на территории России интервенцией, избрав нейтральное определение «отправка войск в Сибирь» (яп. シベリア出兵 «Сибэриа сюппэй»). Японское правительство никогда не выражало сожаления или извинения по отношению к произошедшим событиям.